# Carl Holmberg
Pour les articles homonymes, voir Holmberg.
Carl Johan Severin Holmberg est un gymnaste artistique suédois né le 9 mars 1884 à Malmö et mort le 1er décembre 1909 dans la même ville.

## Biographie
Carl Holmberg (avec ses frères Arvid et Oswald Holmberg) fait partie de l'équipe de Suède qui remporte la médaille d'or aux Jeux olympiques d'été de 1908 se tenant à Londres.